# Platja de Tsurigasaki
La platja de Tsurigasaki (釣ヶ崎海岸, Tsurigasaki kaigan) es una platja que troba a la localitat japonesa d'Ichinomiya, a la prefectura de Chiba. Forma part del Parc Natural de Kujūkuri.
Durant els Jocs Olímpics d'Estiu de 2020 va acollir la competició de surf.

## Característiques i ús
La platja es troba a l'extrem sud de la costa de Kujūkuri. Cada setembre la platja acull el Festival de les Dotze Companyies de Kazusa (上総十二社祭, Kazusa jū ni jamatsu) , vinculat al vorer santuari de Tamasaki, els orígens del qual es diu que es remunten a l'any 807 i que la prefectura de Chiba va declarar patrimoni immaterial. Cada juny es fa una cerimònia de purificació anomenada Misogi Tamanoura (玉之浦禊行, Tamanoura misogigyō). Des de 1981, un torii presideix un dels accesos a la platja.
És especialment popular entre els surfistes gràcies a les seves onades. S'estima que més de 600.000 persones viatgen a Tsurigasaki per fer surf cada any. El maig de 2019 la platja va ser la seu de la primera edició de l'Open de Japó de surf. Entre el 25 i el 27 de juliol de 2021 la platja va acollir les competicions de surf dels Jocs de Tòquio 2020. Com aquest esport debutava en el programa olímpic, Tsurigasaki es va convertir en el primer escenari d'una competició olímpica de surf.

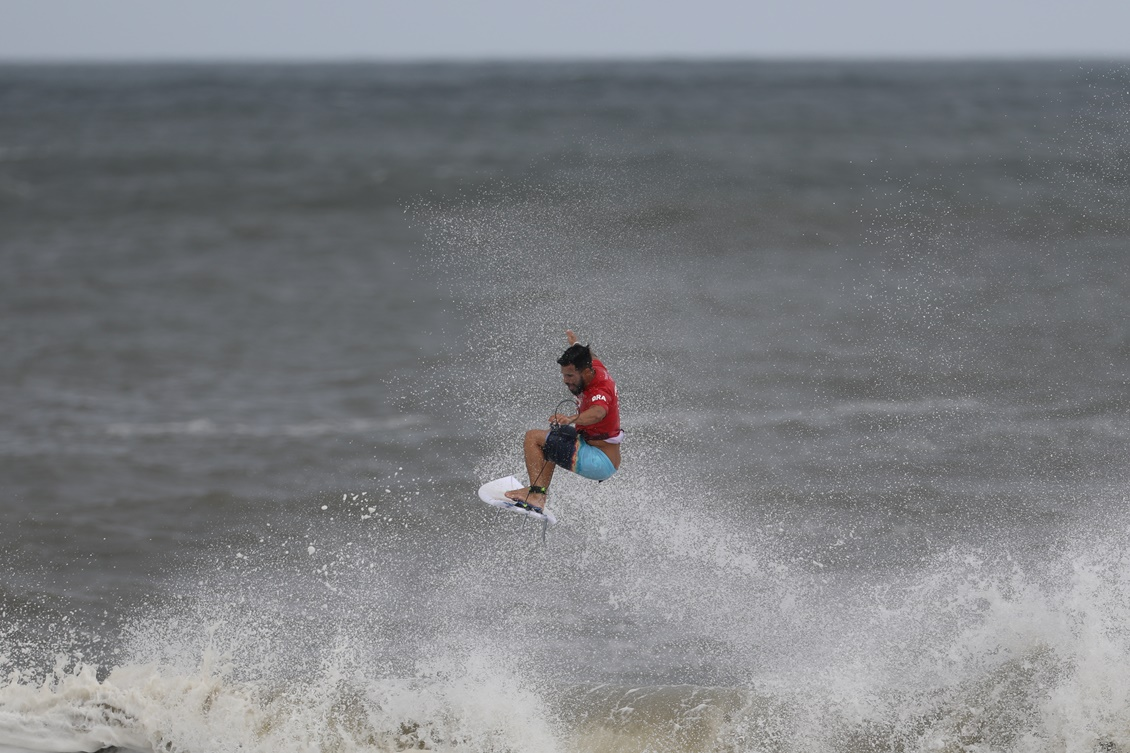
Ítalo Ferreira durant la competició olímpica de surf dels Jocs de 2020 a Tsurigasaki, on seria coronat el primer campió olímpic d'aquest esport.